# Агрофизика
Агрофизика – наука за физичните и физико-химичните явления и процеси в почвата и културните растения, за действието на физичните фактори върху развитието на растенията. Агрофизиката е биофизика на културните растения.